# جامعة موبيل
جامعة موبيل هي جامعة خاصة في الولايات المتحدة تأسست سنة 1961 م.

## إحصائيات
يبلغ عدد طلاب الجامعة 1577 طالب.

## وصلات خارجية
- الموقع الرسمي